# الشيطان في التفاصيل (فلم)
الشيطان في التفاصيل (بالإنجليزية: Devil in the Detail) هو فيلم رومانسي غاني نيجيري صدر عام 2014 من إخراج شيرلي فريمبونغ مانسو بطولة نسي إكبه إيتيم وأدجيتي أنانغ. عُرض الفيلم لأول مرةٍ في سيلفربيرد سينما بأكرا في غانا في الرابع عشر من شباط/فبراير 2014، ويحكي قصة زوجين سعيدين تتدهور علاقتهما بسبب الخيانة الزوجيّة.

## القصّة
لدى زوجينِ كانا يعيشانِ حياةً مثاليّةً كلّ شيءٍ في حياتهما من مالٍ وشهرة وغير ذلك، لكنّ جنون الاثنينِ للجنس وإقامة علاقة مع آخرين دمَّر كل شيء.

## طاقم التمثيل
- نسي إكبي إيتيم في دور هيلين أوفوري
- أدجيتي آنانغ في دور بن اوفوري
- أما أمبوفو في دور كلوديا
- ماوولي جافور في دور سام